# Historisch Museum Haarlemmermeer
Het Historisch Museum Haarlemmermeer is een museum het dorp Cruquius in de Nederlandse gemeente Haarlemmermeer. Het behandelt de geschiedenis van de Haarlemmermeer sinds de droogmaking. 
Het museum was tot 2024 gevestigd in de Mentzhoeve in Hoofddorp. In 2025 werd de collectie ondergebracht in een nieuw gebouwd paviljoen bij stoomgemaal De Cruquius aan de Cruquiusdijk. In het museumpaviljoen, een ontwerp van Braaksma en Roos architecten, wordt de geschiedenis van de Haarlemmermeer gepresenteerd vanaf de droogmaking in 1852.  

## Geschiedenis
Het museum bestaat sinds 1992. Het was een initiatief van Stichting Meer-Historie met behulp van onder andere de lokale Rotary serviceclub. In 2005 werd de inrichting van het gebouw  vernieuwd en het marktplein gebouwd. Sinds 2014 werkt het museum samen met museumgemaal De Cruquius in de Stichting Haarlemmermeer De Cruquius.

### Mentzhoeve
De Mentzhoeve, aan de Bosweg in Hoofddorp, werd omstreeks 1858 gebouwd door de eerste eigenaar van de grond mr. Aarnoud Hendrik Wickevoort Crommelin (1797-1881). Hij vernoemde de hoeve naar Dirk Mentz, die eerder door Koning Willem I was benoemd tot voorzitter van de commissie die een voorstudie deed naar de mogelijkheden om het Haarlemmermeer door middel van stoomkracht dan wel windkracht droog te maken. In 1956 werd Cebeco eigenaar van de boerderij en er werden proefvelden aangelegd onder andere voor de veredeling van suikerbietenrassen. De gemeente werd in 1972 eigenaar van de Mentzhoeve. In 1989 werd de boerderij verkocht aan de gebroeders Claus die er een horeca annex partycentrum vestigden. De grote schuur bleef in bezit van de gemeente en werd van 1992 tot 2024 verhuurd aan het Historisch Museum Haarlemmermeer.